# Apheledes guttulatus
Apheledes guttulatus là một loài bọ cánh cứng trong họ Cerambycidae.